# Ficedula platenae
Ficedula platenae là một loài chim trong họ Muscicapidae.